# Ehud Olmert
Ehud Olmert (em hebraico: אהוד אולמרט; Binyamina, 30 de setembro de 1945) é um político de Israel, foi primeiro-ministro do seu país de 4 de Janeiro de 2006 a 31 de Março de 2009, cargo que assumiu depois do derrame cerebral do primeiro-ministro Ariel Sharon. Foi também o ministro das Finanças, ministro da Indústria, do Comércio e do Trabalho, além de ministro responsável para a administração das terras de Israel. Anteriormente prefeito da cidade de Jerusalém, foi membro do partido centrista Kadima.
Em 30 de julho de 2008, envolvido em casos de corrupção, anunciou que não disputaria as eleições primárias do seu partido.
Em 21 de setembro de 2008, anunciou sua demissão, após a eleição de Tzipi Livni, Ministra das Relações Exteriores, como líder do Kadima. Entretanto, continuaria a exercer formalmente seu cargo até as eleições de fevereiro de 2009.
Considerado um político centrista ou moderado, em dezembro de 2008 Olmert comparou a violência usada por colonos judeus contra palestinos em Hebrom à perseguição aos judeus na Europa nos séculos XIX e XX, os chamados pogroms e declarou sentir-se envergonhado.
Em 27 de dezembro, duas semanas após esta declaração, Israel iniciou um devastador ataque à Faixa de Gaza, em represália ao lançamento de foguetes disparados constantemente pelo Hamas contra Israel. A operação resultou em cerca de 1,3 mil mortos e mais de 5 mil feridos, além da destruição de áreas urbanas e da infraestrutura do território palestino.

## Origens e carreira
Nascido à época do Mandato Britânico na Palestina (futuro Estado de Israel), numa família de imigrantes judeus da China, Ehud Olmert formou-se na Universidade Hebraica de Jerusalém em psicologia, filosofia e direito. Exerceu a profissão de advogado com sucesso em Israel.
Olmert foi eleito pela primeira vez como deputado do Knesset, o parlamento israelense, em 1973, com vinte e oito anos de idade e foi reeleito sete vezes consecutivas. Serviu como ministro sem pasta responsável pelos assuntos relativos às minorias (1988-1990) e como ministro da Saúde (1990-1992). Entre os anos de 1981 e 1988, foi membro do Comité de Negócios Estrangeiros e da Segurança e serviu também nos Comités das Finanças, da Instrução e do Orçamento da Defesa.
Entre 1993 a 2003, Ehud Olmert cumpriu dois mandatos como Presidente da Câmara de Jerusalém, durante os quais se empenhou na iniciação e no avanço de projectos de grande importância na cidade, nomeadamente o desenvolvimento e a melhoria do sistema de instrução e o desenvolvimento das infraestruturas rodoviárias. Lançou também o desenvolvimento do sistema ferroviário ligeiro em Jerusalém e o investimento de milhões dos shekels no desenvolvimento de opções de transporte público para a cidade.
Foi eleito como membro do décimo sexto Knesset, em Janeiro de 2003. Foi cabeça da campanha eleitoral do partido Likud nas eleições legislativas, e subsequentemente foi o principal negociador do acordo de coligação. Depois das eleições, foi apontado como o vice-primeiro-ministro e ministro da Indústria, do Comércio e do Trabalho. Em 2003-2004, acumulou o cargo com o de ministro das Comunicações.

Em 7 de Agosto de 2005, Olmert foi empossado como ministro de Finanças, substituindo Benjamin Netanyahu, que tinha renunciado ao cargo em protesto contra o Plano de retirada unilateral de Israel. Olmert, que se opôs inicialmente a qualquer retirada das terras ocupadas na Guerra dos Seis Dias, e que votou contra os Acordos de Paz de Camp David em 1978, passou a apoiar a retirada de Gaza. Eu votei contra Menachem Begin disse Olmert após a sua nomeação. 
Eu disse a ele que era um erro histórico, quão perigoso seria, e assim por diante. Agora lamento que ele não esteja vivo para que eu possa reconhecer publicamente sua sabedoria e meu erro. Ele estava certo e eu estava errado. Graças a Deus que nos retirámos do Sinai.
Foi o primeiro chefe de governo israelense a admitir implicitamente que Israel possui armas nucleares, durante uma entrevista à televisão alemã, em 12 de dezembro de 2006.
Envolvido em seis processos de corrupção ou fraudes, em 4 de dezembro de 2008 livrou-se da acusação de tráfico de influência, por falta de provas, no caso da venda da participação do Estado no Banco Leumi a um grupo financeiro. No entanto ainda pesariam sobre ele acusações de fraude e superfaturamento, à época em que era prefeito de Jerusalém e, depois, ministro do Comércio e de Indústria. Nessas circunstâncias, Olmert anunciou que não disputaria a reeleição como líder do partido e que renunciaria ao cargo de primeiro-ministro imediatamente depois que um novo líder do Kadima fosse escolhido.
Em 17 de Setembro de 2008, Tzipi Livni foi eleita para sucedê-lo na liderança do Kadima, após superar Shaul Mofaz por uma pequena margem de votos. Em 18 de setembro de 2008, Olmert foi substituído por Livni na liderança do Kadima. Livni tentou formar um novo governo, sem sucesso, e assim, novas eleições foram marcadas para fevereiro de 2009.
Em 20 de fevereiro de 2009 o presidente de Israel, Shimon Peres, escolheu Benjamin Netanyahu para ser o novo primeiro-ministro e pediu-lhe que, até março de 2009, formasse um governo de coalizão - dado que não houve propriamente um vencedor nas eleições. Netanyahu deve suceder Olmert como primeiro-ministro, logo que o governo seja formado.
Ehud Olmert foi condenado, em setembro de 2012, a uma pena de prisão suspensa por abuso de confiança.
Em maio de 2014 foi condenado a seis anos de prisão por corrupção no âmbito de um escândalo imobiliário quando era presidente da câmara de Jerusalém (1993-2003).
Em março de 2015, um tribunal de Jerusalém declarou o antigo primeiro-ministro culpado de corrupção, num caso em que era acusado de receber envelopes com dinheiro de um empresário norte-americano.
Em maio de 2015 foi condenado por um tribunal de Jerusalém a oito meses de prisão pelo crime de corrupção agravada.

## Família
Ehud Olmert é filho do ex-membro da Knesset Mordechai Olmert do partido de direita Herut. É casado com a artista e assistente social Aliza Olmert e tem quatro filhos. Uma filha (Dana Olmert) é lésbica assumida e docente de letras na Universidade de Tel Aviv e um dos seus filhos pertence ao movimento pacifista Yesh Gvul.

## Saúde
Em 29 de Outubro de 2007 anunciou que sofria de um cancro da próstata, mas continuaria a desempenhar as suas funções governativas.